# 内阁总理大臣指名选举
内阁总理大臣指名选举（日语：／ Naikaku sōri daijin shimei senkyo），又称“首相指名选举”或“首班指名选举”，是日本国会决定内阁总理大臣（首相）人选的选举。

## 概况
日本內閣總理大臣與多數議會內閣制國家的政府首腦一樣，並非由全民直接选举产生，而是由政党提名、国会议员投票选举产生。慣例規定，首相指名选举中，各党都会派出代表（通常为各党党首）参加选举，最终当选的一般也是国会多数党领袖。

### 参选资格
《日本国宪法》第66条第2款规定“内阁总理大臣及其他国务大臣必须是文职人员”，第67条第1款规定“内阁总理大臣经国会决议在国会议员中提名。此项提名较其他一切案件优先进行”。这两条限定了日本首相候选人的参选条件。首先，候选人必须是文职人员（日本称“文民”，现时一般指并非现役自卫队成员者）；其次，候选人必须是现任国会议员（众议院、参议院议员均可）。

### 选举流程
根据《日本国宪法》第70条规定，“内阁总理大臣缺位，或众议院议员总选举后第一次召集国会时，内阁必须总辞职”，这就意味着此时需进行首相选举。
选举开始前，首先由内阁通知众议院和参议院首相一职已经空缺，之后由议长通告议员，在国会会议上进行记名投票。如果第一轮投票中没有候选人获得半数以上选票，得票前两位候选人会进行第二轮投票。开票后，议长会向本院首先公布各自选出的候选人，再向另外一个议院通知结果。若两院选举结果相同，得票过半数的候选人就会成为新的首相。若两院选举结果不一致，需经两院召开协商会议产生首相人选；若协商未果，依《日本国宪法》第67条第2款规定，“众议院与参议院对提名作出不同决议时，根据法律规定举行两院协议会亦不能得出一致意见时，又在众议院作出提名的决议后，除国会休会期间不计外，在十日以内参议院仍不作出提名决议时，即以众议院的决议作为国会决议”，即众议院的指名选举结果为最终结果。最后，天皇根据最终选举结果，任命新的首相。